# Maison Van Bellinghen Tomberg
La Maison Van Bellinghen Tomberg est un immeuble de style Art nouveau réalisé en 1900 par l’architecte Ernest Blerot à Saint-Gilles en région de Bruxelles-Capitale (Belgique). 
Elle est reprise sur la liste des monuments classés de Saint-Gilles depuis le 6 juillet 2006.

## Situation
Cet immeuble est situé au n° 41 de la place Morichar à Saint-Gilles. À droite de la maison, au n° 42, se trouve un immeuble de style éclectique construit l'année suivante et appartenant à l'origine au même propriétaire dont le nom s'écrit entre le rez-de-chaussée et le premier étage. En face, de l'autre côté de la place, au n° 14, se trouve un autre immeuble de style Art nouveau, la Maison Delcoigne.

## Histoire
L'immeuble est commandé à Ernest Blerot par Monsieur Van Bellinghen Tomberg, un fournisseur de matériel pour toiture (détenteur d'un brevet d'ardoises à crochets). 
Une autre construction très ressemblante à la Maison Van Bellinghen Tomberg voit le jour quelques années plus tard (1904-1905) au n° 15 de la rue Darwin à Forest. Il s'agit de la partie habitation de la Maison-atelier de Louise de Hem dont la réalisation est attribuée à Ernest Blerot pour certains, à Louise de Hem pour d'autres.

## Description
L'immeuble est une construction comptant trois niveaux richement décorés de vitraux, mosaïques et ferronneries. Les lignes courbes dominent. Le principal matériau utilisé est la pierre blanche d'Euville dont l'assemblage est interrompu par dix bandeaux de pierre bleue traversant la façade. Le soubassement est aussi réalisé en pierre bleue (pierre de taille).
Le rez-de-chaussée se compose, à droite, d'une porte d'entrée en chêne avec vitraux jaunes et fers forgés s'immisçant jusqu'à former la boîte aux lettres en décalage sur la gauche. La baie d'imposte en vitraux polychromes séparés par des petits bois courbes représente entre autres un héron et une libellule devant un espace aquatique. La grande baie en anse de panier est décalée par rapport à la porte d'entrée. Cette fenêtre est entourée par d'imposants vitraux aux motifs aquatiques et végétaux aussi séparés par des petits bois courbes.
Le premier étage est formé, à droite, d'un oriel trapézoïdal orné dans son tiers supérieur de vitraux jaunes avec petits bois droits. Cet oriel repose sur un culot aux formes végétales et jouxte une baie en anse de panier pareillement ornée de vitraux jaunes et s'appuyant sur une seule console placée du côté gauche. Un balcon en ferronnerie aux lignes courbes et en coup de fouet devance cette baie. L'oriel et la baie sont surmontés par un tympan en arc surbaissé décoré par une mosaïque représentant le jour et la nuit sous la forme d'un coq et d'un hibou.
Le second étage se compose d'un triplet de baies avec vitraux surmonté d'un étroit tympan courbe orné d'une autre mosaïque faisant ici penser aux saisons figurées par un vol d'hirondelles sur un fond de ciel bleu.
La corniche débordante est soutenue par 13 modillons de longueurs différentes une sur deux.

## Sources
- Top 100 Art nouveau/Bruxelles, Marie Ressler, éditions Aparté, page 50
- http://www.irismonument.be/fr.Saint-Gilles.Place_Louis_Morichar.41.html